# Mondon
Mondon település Franciaországban, Doubs megyében. Lakosainak száma 79 fő (2022. január 1.). Mondon Montagney-Servigney, Montussaint, Puessans és Rougemont községekkel határos.

## Népesség
A település népességének változása:
| Lakosok száma | 89   | 67   | 77   | 76   | 85   | 92   | 96   | 97   | 91   | 79   |
|               | 1968 | 1982 | 1990 | 2006 | 2013 | 2015 | 2017 | 2019 | 2020 | 2022 |